# 부정적 정서성
부정적 정서성(영어: negative affectivity, NA) 혹은  부정적 정서(영어: negative affect)는 부정적인 감정과 빈약한 자아개념을 특징으로 하는 성격 변수이다. 
부정적 정서성은 분노, 경멸, 혐오, 죄책감, 공포, 불안 혹은 초조 등 부정적인 감정을 포함한다. 부정적 정서성이 낮은 것은 자신감, 활동성, 큰 열정 상태와 함께 평온과 안정 상태를 자주 경험하는 것을 특성으로 한다.
사람마다 부정적 감정에 대한 반응성이 다르다. 특질로서의 부정적 정서성(Trait negative affectivity)은 5가지 성격 특성 요소(Big Five personality traits)에서 감정적 안정성 항목에서 볼 수 있는 불안/신경증(neuroticism)이라는 성격요소(personality factor)가 지배적으로 보이는 것과 대체로 일치한다. 5가지 성격 특성 요소란 개방성, 성실성, 외향성, 수용성, 신경증이다. 신경증은 심각한 기분변동(mood swing), 잦은 슬픔(sadness), 걱정(worry), 쉽게 불안(easily disturbed)해지는 것을 포함하며, 모든 평범한 정신질환(mental disorder)의 발전과 시작을 예측한다. 연구는 부정적 정서성이 여러 변수의 단계들과 연관되어 있다는 것을 보여준다. 자기보고 스트레스 및 대치 기술(coping skill) 미흡, 건강 문제(health complaint), 불쾌한 사건의 잦은 경험(frequency of unpleasant events) 등이 그것이다. 체중 증가(weight gain)나  정신 건강 문제(mental health complaint) 역시 자주 보인다.
높은 부정적 정서성을 보이는 사람들은 자기 자신은 물론 자신을 둘러싼 세상의 여러 단면들을 부정적으로 바라보게 된다. 부정적 정서성은 삶의 만족도(life satisfaction)와 강하게 연관되어 있다. 부정적 정서가 높은 사람들은 대개의 경우 높은 수준의 괴로움, 불안, 불만을 보이며, 자기자신, 세상, 미래, 타인에 대한 불쾌한 단면에 초점을 맞추고, 또한 부정적인 삶의 사건들을 떠올린다. 이러한 정서적 특성과 삶의 만족도 간의 유사성은 삶의 만족도와 더불어 긍정적 정서성과 부정적 정서성 모두를 주관적 행복(subjective well-being)을 구성하는 더 넓은 요소의 특정 지시자로 본다.
부정적 각성(negative arousal)과 백색소음에 관한 스탠리 세이드너(Stanley S. Seidner)의 연구는 부정적 정서의 각성 메커니즘(arousal mechanism)이 부정적 정서를 조성한다는 것을 보여주었다. 다양한 인종의 스페인어 화자 간에 무시에 대한 반응으로 멕시코인과 푸에르토리코인 참가자들의 반응을 정량화하였다.

## 측정
신경증과 불안 특성(trait anxiety) 등의 관련 개념 측정을 포함하는 부정적 정서성 측정 도구는 많다. 다음 두 개가 자주 사용된다.
- 긍정적부정적정서목록(Positive and Negative Affect Schedule, PANAS): 10항목의 부정적 정서 촉도를 포함한다.[11] PANAS-X는 PANAS의 확장판으로, '공포', '슬픔', '죄책감', '적개심', '수줍음'의 5가지 하위항목을 추가하였다.
- 국제긍정적부정적정서목록단축형(The International Positive and Negative Affect Schedule Short Form, I-PANAS-SF): 널리 입증된 간략하고 개인의 문화적 배경과 관련 없는 신뢰할만한 10항목 PANAS 버전이다.[12] '부정적 정서(Negative Affect)'에 해당하는 항목으로는 '두려움', '수줍음', '적개심', '초조', '분노'이다. 내적 일관성 신뢰성(Internal consistency reliabilities)은 .72에서 .76 사이라고 알려져 있다. I-PANAS-SF는 장황하고 모호한 항목을 없애려 하였고, 시간적, 물리적 제약이 있거나 영어가 모국어가 아닌 피험자를 대상으로 한 연구 상황에서 일반적으로 사용 가능한 측정 도구를 개발하려 하였다.[12]

## 의의
여러 연구들을 통해 부정적 정서 또한 인지와 행동에 중요하고도 이로운 영향을 준다고 밝혀졌다. 이러한 발견은 긍정적 정서만의 이로움을 강조하던 초기 심리학 연구로부터 출발하였다. 긍정적 부정적 정서 상태 모두 정신 처리과정(mental process)과 행동에 영향을 준다.
부정적 정서의 이익은 지각, 판단, 기억, 대인 관계 등 다양한 인지 영역에서 나타난다. 부정적 정서는 기존 지식보다는 개인의 신중한 처리 과정에 더 의존하기 때문에, 부정적 정서를 가진 사람은 다른 사람의 기만, 심리적 조종, 인상 형성, 고정관념 등이 개입되는 순간에 더욱 대처를 잘 한다. 정보에 대한 부정적 정서성이 보이는 분석적이고 상세한 처리과정은 재구성적 기억(reconstructive memory) 오류가 적어지게 되지만, 긍정적인 기분은 디테일을 무시하는 폭넓은 도식적(schematic) 내지는 주제 괸련(thematic) 정보에 의존한다. 따라서 부정적 기분에서의 정보 처리는 오정보 효과(misinformation effect)를 저하하고 디테일에 대한 전반적인 정확도가 올라간다. 또한 설명이 주어지거나 인지 과제를 수행하는 경우, 사람들은 자극에 대한 반응을 덜 보여 일에 지장을 가하는 것이 적다.

### 1. 판단
사람들은 편견(bias)과 제한된 정보에 기반한 부정확한 핀단(judgment)을 형성할 가능성이 더 쉽다. 진화이론에 따르면, 부정적인 정서적 상태는 회의감(skepticism)을 증가시키고 기존 지식에 대한 의존성을 낮춘다. 그 결과, 인상 형성 영역에서의 판단 정확성은 향상되고, 기본적 귀인 오류(fundamental attribution error), 고정관념(stereotyping),  잘 속음(gullibility)은 줄어든다. 슬픔(sadness)은 보통 해마(hippocampus)와 연관되어 있지만, 기쁨(pleasure)이나 흥분(excitement) 감정과 관련된 부작용은 불러오지 않는다. 슬픔은 우울을 느낀다거나 눈물을 흘리지만, 흥분은 혈압이나 심박 급등(spike)을 일으킬 수 있다. 판단이 있는 한, 대부분의 사람은 자신이 어느 한 상황에 대해 어떻게 느끼는지를 생각한다. 어떠한 느낌인지 질문을 받으면 사람들은 자신의 현재 기분(current mood)으로 곧장 대답할 것이다. 그러나 어떤 한 자극에 알맞은 반응을 맞추기 위하여 현재의 기분을 이용할 때, 일부는 이러한 과정을 오해한다. 강도가 약한 슬픔의 경우, 반응과 인풋(input)은 전반적으로 부정적이 될 가능성이 있다.

#### 인상 형성
첫인상(first impression)은 일상에서 내리는 판단의 가장 기본적인 형태 중 하나이다. 그러나 판단 형성(judgment formation)은 복잡하고도 틀리기 쉬운 과정이다. 부정적 정서는 예상(presupposition)에 기반한 인상 형성에 있어 오류를 줄여준다고 밝혀졌다. 흔한 판단 오류(judgment error) 중 하나는 인지하고 있지만 무관한 정보에 기반하여 발견되지 않은 인상을 형성하는 경향을 말하는 후광 효과(halo effect)이다. 예를 들어, 매력적인 사람일 수록 긍정적인 특성을 만든다고 본다. 연구는 긍정적 정서가 후광 효과를 증가시키지만 부정적 정서는 그것을 저하시킨다는 것을 보여준다.
한 저학년 아동 연구에 의하면, 관습에 얽매이지 않는 젊은 여성보다는 중년 남성을 철학자로 인식할 가능성이 더 높다는 후광 효과가 있다. 이러한 후광 효과는 참가자들이 부정적 정서 상태에 있을 때 사라진다. 연구에서 연구자들은 슬프거나 행복한 기억을 회상하는 자전적 기분 유도 과제(autobiographical mood induction task)를 사용하여 행복한 그룹과 슬픈 그룹으로 나눴다. 그후 참가자들은 두 명의 가짜 학자들이 쓴 철학 에세이를 읽었다. 이중 한 명은 안경 낀 중년 남성이었고 다른 한 명은 젊고 철학과는 거리가 먼 것처럼 보이는 여성이었다. 가짜 학자들은 지능과 능력에 대해 평가받았다. 긍정적 정서 그룹은 강한 후광 효과를 보였으며, 능력 부문에 있어 여성보다 남성에 대해 더 높은 평가를 내렸다. 부정적 정서 그룹은 후광 효과를 보이지 않고 두 명 모두를 똑같이 평가하였다. 연구자들은 부정적 정서가 인상 형성의 질을 높인다고 결론내렸다. 이들의 발견은 부정적 정서가 외부의 이용 가능한 정보에 기반하여 보다 정교한 처리과정을 일으킨다는 가설을 입증한다.

#### 기본적 귀인 오류
부정적 정서가 불러오는 체계적이고 주의 깊은 접근 방식은 어떤 행동의 원인을 찾는 데 있어 외부의 상황적 요소를 고려하지 않고 그 사람의 내면적 성격에서만 찾는 잘못된 경향인 기본적 귀인 오류(fundamental attribution error, FAE)를 줄인다. 추론(inference)에 근거한 탑-다운 인지 처리 과정(top-down cognitive processing, 일반적인 것에서 세밀한 것으로 진행하는 방식)을 사용할 때 발생하기에, 기본적 귀인 오류는 긍정적 정서와 연관된다. 반대로 부정적 정서는 바텀-업(bottom-up, 세부적인 원칙에서 출발하여 전반적인 것으로 진행하는 방식)의 체계적 분석(systematic analysis)을 사용하기에 기본적 귀인 오류를 줄여준다.
이러한 효과는 기본적 귀인 오류 연구를 통해 정리되어 있다. 연구에서 학생들은 한 가짜 토론자가 쓴 에세이에 기반하여 그 가짜 토론자의 태도와 호감도(likability)를 평가하였다. 학생들을 긍정적 정서 그룹과 부정적 정서 그룹으로 분류한 후, 학생들은 상당히 논쟁적인 한 논제에 대하여 어느 한 쪽에 서서 대변하는 에세이 두 편 중 하나를 읽었다. 참가자들은 가짜 토론자의 의견을 반드시 반영하지 않는 입잔을 에세이에서 취하였다는 사실을 알고 있었다. 그러나 긍정적 정서 그룹은 대중적이지 않은 관점을 주장하는 토론자들을 에세이에 밝힌 태도 그대로를 견지하고 있다고 평가하였다. 또한 이들은 대중에게 인기있는 입장을 취한 토론자들에 비하여 인기가 없다고 평가되었다. 이를 통해 기본적 귀인 오류가 밝혀졌다. 반대로 부정적 정서 그룹 데이터는 인기 있는 입장을 취하든 인기 없는 입장을 취하든 토론자들을 평가하는데 있어 어떤 중대한 차이점이 없었다. 이를 통해, 사람을 판단하는 데 있어 긍정적 정서의 동화(assimilation) 유형은 기본적 귀인 오류를 촉진하지만, 부정적 정서의 조정(accommodation) 유형은 오류를 최소화한다는 것이 밝혀졌다.

#### 고정관념
부정적 정서는 자극에 보다 세밀한 주의를 기울이게 함으로써 은연 중에 나타나는 고정관념(stereotype)을 줄이는 판단을 내리는 것에 유익하다.  한 연구에서 참가자들은 부정적 정서 상태일 때 무슬림일 경우에 보이는 차별이 덜 나타났다. 참가자들을 긍정적 정서 그룹과 부정적 정서 그룹으로 나눈 후, 연구자들은 이들에게 컴퓨터 게임을 하도록 하였다. 참가자들은 순간적인 판단으로 총기를 소지한 타겟만을 쏴야 했다. 일부 타겟은 머리에 터번(turban)을 써서 무슬림처럼 보이게 했다. 기대처럼 무슬림에 대한 유의미한 선입견이 관찰, 이들을 향해 총을 쏘는 경향이 있었다. 그러나 이러한 경향은 부정적 정서를 가진 참가자들에게는 덜 보였다. 긍정적 정서 그룹은 무슬림에 대한 공격성을 더 많이 보였다. 연구자들은 부정적 정서가 내적 고정관념(internal stereotype)에 의존하는 성향이 상대적으로 적어 판단적 선입견(judgmental bias)을 덜 보이게 된다고 결론내렸다.

#### 잘 속는 성향
복수의 연구들을 통해, 부정적 정서성은 회의감(skepticism)이 늘고 잘 속는 성향(gullibility)은 줄어드는 데 있어 이점을 제공한다는 것이 밝혀졌다. 부정적 정서 상태는 외적 분석(external analysis)과 세부 사항에 대한 주목을 증가시키기에, 부정적 상태의 사람들은 기만(deception)을 더 잘 탐지할 수 있다.
연구자들은 부정적 정서 상태의 학생들이 긍정적 정서 상태 학생들보다 거짓말 탐지(lie detection) 능력이 향상되어 있다는 사실을 발견하였다. 한 연구에서, 학생들은 일상 장면을 담은 비디오 클립들을 보고 거짓말을 하는지 진실을 이야기 하는지 판단해야 했다. 우선 참가자들의 긍정적 부정적 혹은 중립적 정허를 유도하도록 배경음악을 사용하였다. 그리고 실험자들은 14개의 비디오 메시지를 틀어줬고, 참가자들은 비디오 내용의 진위를 판별해야 했다. 기대한 대로 부정적 정서 그룹은 긍정적 정서 그룹에 비해 진실성 판별(veracity judgment)에 뛰어난 모습을 보였다. 긍정적 정서 그룹이 판별해 내는 수준은 우연에 가까웠다고 할 정도로 낮았다. 연구자들은 부정적 정서 그룹이 자극적인 디테일에 주목하고 이러한 디테일로부터 체계적으로 추론해 나아가기에 긴 판별을 보다 성공적으로 해냈다고 생각한다.

### 2. 기억
기억(memory)은 상기 기억(recalled memory)의 정확성에 영향을 주는 오류(failure)가 있다고 알려져 있다. 이는 특히 목격자 기억(eyewitness memory)의 신뢰도가 생각보다 낮다는 점에서, 이러한 사실은 범죄와 관련하여 실용적이다. 그러나 부정적 정서의 외부에 초점을 맞추고 조정을 하는 방식의 처리과정은 기억 향상에 긍정적 효과를 준다. 이는 오정보 효과(misinformation effect)의 감소와 잘못된 기억(false memory)의 수가 감소한다는 사실을 통해 입증된다. 이런 지식은 부정적 정서가 목격자 기억을 고양시키는 데에 사용할 수 있다는 것을 의미한다. 그러나 추가 연구에서는 부정적 정서가 기억을 향상시키는 정도는 오류를 대폭 줄일 만큼 목격자 증언을 향상시키지는 않는다고 밝혀졌다.

#### 오정보 효과
부정적 정서는 잘못된 정보를 취합할 가능성을 줄여준다는 것으로 밝혀졌다. 이는 오정보 효과(misinformation effect)와 관련되어 있다. 오정보 효과(misinformation effect)란 어느 한 사건을 부호화(encoding)한 것과 이후 그 사건을 상기(recall)한 것 사이에 발생하는 잘못된 정보(misleading information)가 목격자의 기억에 영향을 준다는 것을 말한다. 이는 두 가지 기억 오류(memory failure)와 연관되어 있다.
피암시성(Suggestibility): 잘못된 기억(false memory)을 빚는 타인의 재촉이나 기대가 기억 회상(recollection)에 영향을 줄 때 나타난다.
오귀인(Misattribution) : 목격자가 혼란에 빠져 잘못된 정보를 원 사건으로 오귀인(誤歸因)할 때 발생한다. 또한 역행간섭(retroactive interference)으로도 정의된다. 이후 정보가 부호화된 이전 정보를 유지하는 능력을 저해할 때 발생한다.

##### 사건 목격자
부정적 기분은 피암시성 오류(suggestibility error)를 줄여준다. 잘못된 정보가 있을 때 잘못된 기억들을 줄여주는 것을 통해 확인할 수 있다. 반대로, 긍정적 정서는 잘못된 정보에 대한 감수성(susceptibility)을 늘린다고 밝혀졌다. 한 저학년 아동 실험으로 이것이 입증되었다. 참가자들은 한 강의실에서 연구를 시작하였다. 잠시 후 이들은 한 침입자와 강사 간에 5분간 다툼이 발생하는 예기치 못한 상태를 목격하게 되었다. 1주일 후, 참가자들은 긍정적•부정적 혹은 중립적인 기분을 일으키는 10분짜리 비디오 한 편을 봤다. 그리고 이들은 1주 전에 본 강사와 침입자 간의 싸움에 대해 짧은 설문을 하였다. 이 설문에서 참가자 절반은 잘못된 정보를 담은 질문을, 다른 절만은 잘못된 정보가 없는 질문지를 받았다. 이러한 조작은 참가자들이 피암시성 오류를 민감하게 받아들이는지 여부를 결정하기 위해 사용되었다. 그리고 설문과 무관한 주의산만 활동 (distractor)을 45분 동안 한 후, 참가자들은 잘못된 기억을 테스트하기 위한 진실한 혹은 허위의 질문들을 받았다. 부정적 기분을 경험한 참가자들은 잘못된 기억의 횟수가 더 적은 반면, 긍정적 기분을 경험한 이들은 잘못된 기억 횟수가 더 많았다. 이는 긍정적 정서가 잘못된 디테일의 집중을 촉진시키고, 부정적 정서는 이러한 오정보 효과를 축소시킨다는 것을 의미한다.

##### 과거 대형 사건 회상
어떤 한 사건 이후에 부정적 정서성을 경험하는 사람들은 잘못된 기억이 재구축되는 경우가 싱대적으로 적다. 이는 대형 사건(public event)에 대하여 수행한 두 연구들을 통해 입증되었다. 첫번째 연구는 O.J. 심슨(O.J. Simpson) 재판 TV 중계 사건에 대하여 다루었다. 참가자들은 판결 중계로부터 각각 1주, 2개월, 1년 후에 설문지를 작성하도록 요청받았다. 이러한 설문들은 판결에 대한 참가자들의 감정과 재판 당시 있었던 일에 대한 회상 기억의 정확도를 측정했다. 연구는 참가자들이 사건의 결말에 대한 반응이 기억된 정보량에 영향을 주진 않았지만, 잘못된 기억의 발생 가능성에는 영향을 주었다고 결론 내렸다. 심슨의 판결에 만족한 참가자들은 판결에 불만족한 사람들에 비해 재판기간동안 발생한 일에 대하여 잘못된 생각을 가질 가능성이 더 높았다. 다른 실험에서는 보스턴 레드삭스(Boston Red Sox)가 뉴욕 양키스(New York Yankees)를 꺾은 2004년 플레이오프 시리즈 결승전에서 발생한 사건들에 대한 기억 전체에 있어 두 팀의 팬들 간에 보인 반응 엯 비슷하다는 것이 밝혀졌다. 연구는 양키스 팬들이 가지고 있는 사건들에 대한 기억이 레드삭스 팬들의 기억보다 더 좋다는 것을 발견했다. 두 실험에서 도출된 결론은 부정적 정서가 사건에 대한 기억의 오류를 줄여주고 기억의 정확성을 증가시킨다는 것이다.

#### 기억 고양 정도
부정적 정서는 오정보 효과를 낮추기는 하니만, 기억이 향상되는 정도는 목격자 증언에 끼치는 유의미한 효과를 빚기에는 충분치 않다. 실제로 부정적 정서를 포함한 감정(emotion)들은 용의자 사진(photographic lineup)에서 가해자(perpetrator)를 찾아내는 정확성을 낮춘다고 밝혀졌다. 연구자들은 차아자증니 부정적 혹은 중립적 감정이나 기분을 유도하는 비디오 한 편을 시청한 한 실험에서 이 효과를 드러내었다. 비디오 두 편은 흥미 활동(action of interest) 부분을 제외하고 일부러 유사하게 만들어졌다. 하나는 부정적 정서를 빚어내는 노상강도(mugging), 다른 하나는 중립적 감정을 빚어내는 대화에 관한 것이었다. 두 편 중 한 편을 본 후, 참가자들은 가해자 라인업 사진을 보았는데, 이는 비디오에 출연한 타겟이 되는 가해자였거나 혹은 그 타겟 가해자와 유사한 보조역(foil)이었다. 그 결과, 감정 유도 비디오를 본 참가자들은 실제 가해자를 정확히 집어내지 못하고 무죄인 보조역을 집어내는 오류를 범할 가능성이 높았다. 이들에 비해 중립적 참가자들은 가해자를 정확히 집어내었다. 이는 범죄학 맥락에서 감정적 정서는 목격자 기억의 정확성을 낮춘다는 것을 보여준다. 이러한 발견들은 스트레스와 감정이 가해자를 알아보는 목격자의 능력을 크게 저하한다는 사전지식(prior knowledge)과도 통한다.

### 3. 대인관계
부정적 정서성은 대인관계에서의 이익을 가져다 주기도 한다. 이는 타인에 대해 더욱 공손하고 신중하게 행동하도록 한다. 자기 확신적 접근 방식(assertive approach)이 덜한 긍정적 기분과 달리, 부정적 정서는 요청을 할 때 보다 공손하고 세심하게 한다.
부정적 정서성은 사회적 인지와 추론의 정확성을 높인다. 특히 고도의 부정적 정서성의 사람들은 보다 부정적이지만 정확한 타인에 대한 인상의 인지를 가지고 있다. 부정적 정서성이 낮은 사람들은 지나치게 긍정적이고 부정확할 가능성이 높은 타인에 대한 인상을 만든다. 이는 잘못된 신뢰를 낳을 수 있다.

#### 집단간 차별
포가스(Forgas J.P)가 수행한 한 연구는 어떻게 정서성이 집단간 차별(intergroup discrimination)에 영향을 줄 수 있는지를 수행하였다. 내부집단(in-group)과 외부집단(out-group)에 보상을 할당하는 방식으로 포가스는 정서성을 측정하였다. 과정에서 참가자들은 사람들에 대한 판단 유형을 본 후, 이들의 해석을 설명해야 했다.  이후 이들은 긍정적 정서 혹은 부정적 정서를 유도하는 비디오테이프를 뵜다. 그 결과, 긍정적 정서성 참가자들은 부정적 정서성의 참가자들에 비하여 더욱 부정적이었고 차별을 더 받았다. 또한 행복한 침가자들은 슬픈 참가자들에 비해 내부집단과 외부집단 인원 사이에 차별을 더 두는 편이었다. 부정적 정서는 팀 선택에도 연관있다. 무관한 팀을 위해 인원을 선발하는 것은 특성(trait)으로 여겨지며,  따라서 최근 일어난 일로 인해 지식이 알려지거나 예측되는 것을 막는다.

#### 의사소통
우리의 무의식 속에서 부정적 정서성은 가혹한 사회 환경(social environment)을 보여주는 신호로 인식한다. 부정적 기분은 사회적 규범(social norm)에 동의하는 경향을 증가시킨다.
한 연구에서 대학생들은 기분 유도 과정에 노출되었다. 기분 유도 과정 이후, 참가자들은 부정적 긍정적 요소가 있는 한 쇼를 보았다. 시청 후, 이들은 방금 시청한 에피소드를 친구에게 설명하는 대화에 참여하였다. 이들의 말은 기록되거나 전사되었다. 결과, 부정적 기분의 사람은 정보와 디테일에 대한 묘사가 더 좋았고 그 양듀 많았다. 이는 부정적 기분은 사람의 의사소통 스킬을 형성시킬 수 있다는 것을 보여준다.
부정적 기분은 해마(hippocampus) 등의 두뇌 영역을 사용하기에 대화의 질이 더 좋다는 것을 의미한다. 누군가가 화가 나 있는 상태라면, 항상 행복하거나 발랄한 이들에 비해 다른 것을 보거나 들을 수 있다는 것이디. 부정적인 사람이 수습한 작은 디테일들은 이전에 간과된 것들일 수 있다. 불안장애(anxiety disorder)는 불안장애가 없는 사람들에게는 무관하거나 무의미한 주제들에 과도하게 생각하거나 반추하는 것과 관련되어 있다. 강박장애(Obsessive–compulsive disorder, OCD)는 만물이 존재하는 양상에 대하여 다른 시각을 갖게 하는 불안 특성(anxiety trait)이다. 부정적 정서를 사용하는 사람은 세계에 대한 시각과 그 안에서 일어난 일들에 대하여 다른 관점을 가지고 있기에, 이들의 대화는 타인과 다르게 흥미롭다.

#### 자기노출
한 연구 결과에 의하면, 부정적 정서성의 참가자들은 타인과 공유하는 정보에 보다 신중한 모습을 보이며, 그들이 신뢰할 수 있는지 여부에 대해서도 보다 신중한 태도를 지닌다고 밝혀졌다. 연구자들은 부정적 기분이 친밀도를 낮출 뿐 아니라, 타인에 대한 신뢰에 있어서의 주의를 높여주기도 한다는 것을 발견하였다.

### 4. 감정 경험 능력 고양
부정적 정서는 안정적이고 대물림되는 특성 경향으로서 걱정, 불안, 자기비판, 부정적인 자기관 등 여러 부정적 감정을 경험한다고 인식되어 왔다. 이는 사람이 모든 감정을 느끼게 하는데, 이는 삶과 인간의 정상적인 일부분이라고 본다. 그래서 감정이 자체로 부정적으로 보일지라도 이를 경험하는 사람은 부정적이거나 우울한 사람이라고 분류해선 안된다. 이들은 정상 과정을 겪고 있는 것이며, 또한 많은 타인들이 다른 문제들로 인해 느끼거나 처리하지 못하는 것을 이들은 느끼고 있는 것이다.

### 5. 진화심리학과의 관계
이러한 발견은 정서적 상태가 환경이 주는 고난을 대처하는데 적합한 인지적 전략을 촉진하는 적응 기능(adaptive function)을 담당한다는 진화심리학(evolutionary psychology)의 이론에 도움이 된다. 긍정적 정서는 익숙하고 관대한 환경에 대한 반응에서 보이는 동화성의(assimilative) 탑-다운(top-down) 처리 과정과 연관 있다. 따라서 긍정적 정서성은 기존 지식(preexisting knowledge)과 추정(assumption)에 의존하는 지나치게 단순하고(simplistic) 자신의 경험에만 근거한(heuristic) 접근 방식을 취한다. 반대로, 부정적 정서성은 외부에서 끌어온 정보(externally drawn information)에 의존하는 통제되고(controlled) 분석적인(analytic) 접근법을 취한다.

## 같이 보기
- 긍정적 정서성
- 정동 (심리학)